# Entente amicale laïque Abbeville
Maillots
Actualités
Dernière mise à jour : 10 juin 2025.
L'Entente Amicale Laïque Abbeville est un club français de handball basé à Abbeville dans la Somme.
Les équipes 1 féminine et masculine du club évoluent en Nationale 3.

## Histoire

### Section féminine
Le club est notamment connu pour sa section féminine qui, sous la houlette de Florence Sauval, accède en deuxième division en 2008 puis en 2010. Lors de la saison 2005-2006, les Abbevilloises, alors en Nationale 1, iront jusqu'en quarts de finale de la Coupe de France où elles seront battues par le Metz Handball, qui fera le doublé Championnat-Coupe de la Ligue et arrivera en quarts de finale de la Coupe de l'EHF.
Après une saison 2012-2013 catastrophique en Division 2 où le club ne remporte qu'un seul match en vingt-six journées, la direction décide de ne pas reprendre en Nationale 1, la saison suivante. Les féminines redémarrent en Nationale 3 (5e division), trois niveaux en dessous de la deuxième division, quittée quelques mois plus tôt, mais dans un nouveau club qui s'appelle l'Entente Abbeville-Feuquières, à la suite de la fusion de l'EAL féminin avec l'équipe féminine du club voisin de l'Avenir Feuquières-Saint-Blimont, les deux clubs restant indépendants pour leurs équipes masculines et jeunes.
Le club connait ensuite une succession de relégations et promotions entre la Nationale 3 et la Pré Nationale.

### Section masculine
Lors de la saison 2024-2025, l'EAL profite de la liquidation du club d'Amiens en récupérant certains joueurs ayant une expérience du niveau National 1. Ainsi, Nolann Duchesne, Thomas Zirn et Brayan Legras, rejoignent le club et en deviennent des joueurs majeurs (Thomas Zirn et Brayan Legras seront dans les cinq meilleurs buteurs de l'équipe à la fin de la saison et Nolann Duchesne sera 5ème gardien du championnat au nombre d’arrêts).
Le club commence très bien l'année en remportant tous ses matchs lors de la première phase. Malgré un nul et une défaite lors des trois premières journées de la deuxième phase, le club est promu à quatre journées de la fin du championnat qu'il remportera avec 9 points d'avance sur son dauphin. La section masculine d'Abbeville est donc promu en Nationale 2 pour la première fois de son histoire.

## Palmarès

### Titres et trophées
| Compétitions féminines nationales | Compétitions féminines régionales |
| --- | --- |
| Championnats - Championnat de France Division 2 - Meilleur classement : 5e en 2011 - Championnat de France Nationale 1 - Vice-champion de France : 2008 et 2010 - Vainqueur de groupe : 2008 et 2010 - Championnat de France Nationale 2 - Vice-champion de France : 2005 - Vainqueur de groupe : 2005 - Championnat de France Nationale 3 - Vice-champion de France : 2000 et 2003 - Vainqueur de groupe : 2000 et 2003 Coupes - Coupe de France - Meilleure performance : quart de finaliste en 2006 | Championnats - Pré-Nationale (1) - Champion : 2017 - Vice-champion : 2023 Coupes - Coupe de Picardie (2) - Vainqueur : 2003 et 2005 - Coupe de la Somme (1) - Vainqueur : 2017 |

### Épopée de laCoupe de France 2005-2006
- 1/16e de finale : Abbeville (N1) bat le Noisy-le-Grand handball (D2, 23-22) au Centre omnisports d'Abbeville
- 1/8e de finale : Abbeville (N1) bat l'ESC Yutz (D1, 27-23) au Centre omnisports d'Abbeville
- Quart de finale : le Metz Handball (D1) bat Abbeville (N1, 35-24) au Centre omnisports d'Abbeville[4]

## Parcours saison par saison

### Section féminine
| Saison                                  | Division      | Rang                                               | Remarque                                                                   |
| EAL Abbeville                           | EAL Abbeville | EAL Abbeville                                      | EAL Abbeville                                                              |
| --------------------------------------- | ------------- | -------------------------------------------------- | -------------------------------------------------------------------------- |
| 1999-2000                               | Nat. 3        | 1er                                                | Promu en Nationale 2                                                       |
| 2000-2001                               | Nat. 2        | -                                                  | -                                                                          |
| 2001-2002                               | Nat. 2        | 6e                                                 | Relégué en Nationale 3                                                     |
| 2002-2003                               | Nat. 3        | 1er                                                | Promu en Nationale 2 Vice-champion de France de Nationale 3                |
| 2003-2004                               | Nat. 2        | 5e                                                 | -                                                                          |
| 2004-2005                               | Nat. 2        | 1er                                                | Promu en Nationale 1 Vice-champion de France de Nationale 2                |
| 2005-2006                               | Nat. 1        | 4e                                                 | Quart de finaliste de la Coupe de France                                   |
| 2006-2007                               | Nat. 1        | 3e                                                 | -                                                                          |
| 2007-2008                               | Nat. 1        | 1er                                                | Promu en Division 2 Vice-champion de France                                |
| 2008-2009                               | Div. 2        | 12e                                                | Relégué en Nationale 1                                                     |
| 2009-2010                               | Nat. 1        | 2e                                                 | Promu en Division 2 Adoption du statut professionnel                       |
| 2010-2011                               | Div. 2        | 5e                                                 | -                                                                          |
| 2011-2012                               | Div. 2        | 12e                                                | -                                                                          |
| 2012-2013                               | Div. 2        | 14e                                                | Dépôt de bilan Rétrogradation en Nationale 3 Perte du statut professionnel |
| Entente Abbeville Feuquières St-Blimont |               |                                                    |                                                                            |
| 2013-2014                               | Nat. 3        | 8e                                                 | -                                                                          |
| 2014-2015                               | Nat. 3        | 10e                                                | Relégué en Pré-Nationale                                                   |
| 2015-2016                               | Pré-Nat.      | 3e                                                 | -                                                                          |
| 2016-2017                               | Pré-Nat.      | 1er                                                | Promu en Nationale 3                                                       |
| 2017-2018                               | Nat. 3        | -                                                  | -                                                                          |
| 2018-2019                               | Nat. 3        | -                                                  | -                                                                          |
| 2019-2020                               | Nat. 3        | 12e                                                | Relégué en Pré-Nationale                                                   |
| 2020-2021                               | Pré-Nat.      | Saison annulée à cause de la pandémie de Covid-19. | Saison annulée à cause de la pandémie de Covid-19.                         |
| 2021-2022                               | Pré-Nat.      | 5e                                                 | -                                                                          |
| 2022-2023                               | Pré-Nat.      | 2e                                                 | Promu en Nationale 3                                                       |
| 2023-2024                               | Nat. 3        | 6e                                                 | -                                                                          |
| 2024-2025                               | Nat. 3        | 6e                                                 | -                                                                          |
| 2025-2026                               | Nat. 3        | A venir                                            | -                                                                          |

### Section masculine
| Saison    | Division        | Rang                                               | Coupe de France                                    |
| --------- | --------------- | -------------------------------------------------- | -------------------------------------------------- |
| 1999-2000 | ?               | ?                                                  | 4e tour contre Levallois SC                        |
| 2015-2016 | Excellence rég. | 1er                                                | 1er tour (régionale)                               |
| 2016-2017 | Pré-Nat.        | 5e                                                 | 2ème tour (régionale)                              |
| 2017-2018 | Pré-Nat.        | 13e                                                | 3ème tour (régionale)                              |
| 2018-2019 | Pré-Nat.        | 5e                                                 | 1er tour (régionale)                               |
| 2019-2020 | Pré-Nat.        | 1er                                                | 1er tour (régionale)                               |
| 2020-2021 | Nat. 3          | Saison annulée à cause de la pandémie de Covid-19. | Saison annulée à cause de la pandémie de Covid-19. |
| 2021-2022 | Nat. 3          | 7e                                                 |                                                    |
| 2022-2023 | Nat. 3          | 5e                                                 |                                                    |
| 2023-2024 | Nat. 3          | 4e                                                 | 1er tour (fédérale)                                |
| 2024-2025 | Nat. 3          | 1er                                                | 1er tour (fédérale)                                |
| 2025-2026 | Nat. 2          | A venir                                            | A venir                                            |

## Personnalités liées au club

### Entraîneurs
Section féminine
- Roland Duport : ?-?
- Florence Sauval : de 2006 à 2011
- Slavisa Rističeviċ : de 2011 à 2012
- Émilien Larrière : de 2012 à 2013
- Samuel Pourchez et Barthélémy Bonneau : en 2013
- Barthélémy Bonneau : 2013 à ?
- Samuel Pourchez : ? à 2020
- Charlotte Saingre : 2020-2021
- Benjamin Demarest : 2021-2022
- Thomas Fourneaux : depuis 2022

Section masculine
- Thomas Quesnel : de 2018 à 2021
- Barthélémy Bonneau : 2021-2022
- Arnaud Parisy : depuis 2022

### Joueuses
- Anastasia Boldyreva (2011-2013)
- Charlène Campos (2011-2012)
- / Alimata Dosso
- Agnès Hénocque
- Ouided Kilani (2010-2012)
- Diane Kleiber (2012-2013)
- Mélanie Sandt

### Effectif par saisons
Section masculine